# Baden, Österrike
Baden är en stadskommun i det österrikiska förbundslandet Niederösterreich. Staden är belägen 26 km söder om Wien där floden Schwechat rinner ut i Wienerbäckenet. På grund av sina starka svavelkällor var Baden bad- och kurort redan under romartiden. Staden är huvudort i distriktet med samma namn. Kommunen har 25 923 invånare (2024).

## Historia
Badens termalkällor utnyttjades redan under romartiden. Orten kallades för Aquae (sv. vatten) under kejsar Claudius tid (41 – 54 e.Kr.) som visar på ortens betydelse som badort. 
869 omnämndes orten på nytt som Padun, som då var säte för en karolingisk pfalz. Baden fick stadsrättigheter år 1480. Staden försvagades av de osmanska krigen när den härjades i samband med belägringarna av Wien 1529 och 1683, reformationens och motreformationens virrvarr, pestutbrottet 1713 och den stora branden 1714. 
När kejsar Frans I förlade sin sommarresidens till Baden mellan 1796 och 1834 och aristokrati och penningadel följde efter kom uppsvinget. Efter en stor stadsbrand 1812 återuppbyggdes staden i Biedermeierstil efter ritningar av Joseph Kornhäusl. Under sin blomstringstid under första hälften av 1800-talet vistades där många kulturpersonligheter som tonsättarna Mozart, Beethoven, Schubert och författarna Grillparzer och Raimund. Baden förblev viktig kurort och sommarstad fram tills idag. 
Mot slutet av andra världskriget förstördes många byggnader i en stor bombattack. Mellan 1945 och 1955 var Baden den sovjetiska ockupationsmaktens högkvarter. Efter det återuppbyggdes staden och förnyades den turistiska infrastrukturen.

## Stadsbild och sevärdheter
Baden är trädgårdsstad präglad av klassicism och biedermeier. Den gamla staden är belägen kring torget Hauptplatz. På Hauptplatz står den barocka trefaltighetskolonnen, en pestkolonn från 1714. Där finns även det klassicistiska rådhuset och Hofkirche, även den i klassicistisk stil. Vid Josephsplatz söder om Hauptplatz står de två klassicistiska badhusen Frauenbad och Josefsbad. Öster om Hauptplatz ligger stadsteatern i jugendstil och den gotiska stadskyrkan med barock interiör. 
Norr om den gamla staden ligger den stora kurparken med klassicistiska och historistiska byggnader och många monument och minnesmärken. Mot Helenental sträcker sig trädgårdsstaden med många 1800-talsvillor. Vid stadens utkant där Helental börjar står två borgruiner på klippor högt över floden Schwechat: Rauheneck och Rauhenstein. 

### Museer
- Rollettmuseum, Badens stadsmuseum
- Kaiser-Franz.Josephmuseum, hantverks- och folkkonstmuseum
- Beethovenhaus, där Beethoven bodde 1821-23 och skrev större delen av den nionde symfonin.
- Dock- och leksaksmuseum

## Näringsliv
Badens näringsliv domineras av tjänstesektorn (82% av alla sysselsatta). Turism är med mer än en halv miljon gästnätter per år av stor betydelse. Vidare är Baden en viktig servicestad för regionen. 

## Kommunikationer
Baden ligger vid Sydbanan och är ändstation för Badenerbanan som förbinder staden med Wien. 
I Baden korsar riksvägarna B210 och B212 varandra. Anslutningen till motorvägen A2 är ca 6 km utanför Baden.

## Sport
I staden avgjordes världsmästerskapen i bordtennis i januari-februari 1933.

## Bilder

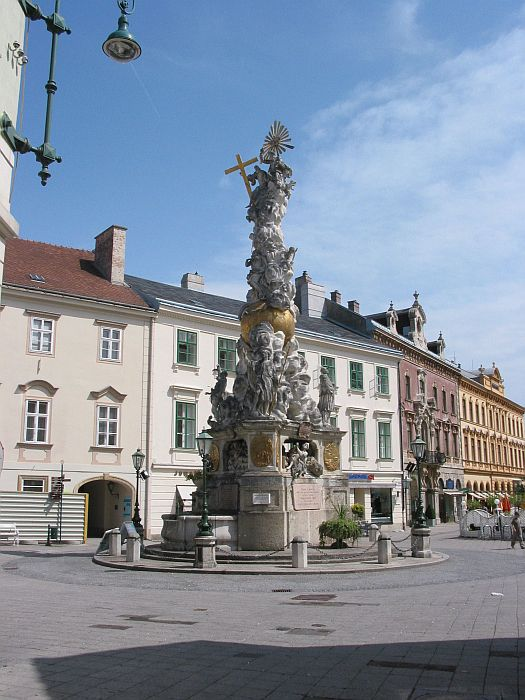
Trefaldighetskolonnen på torget.
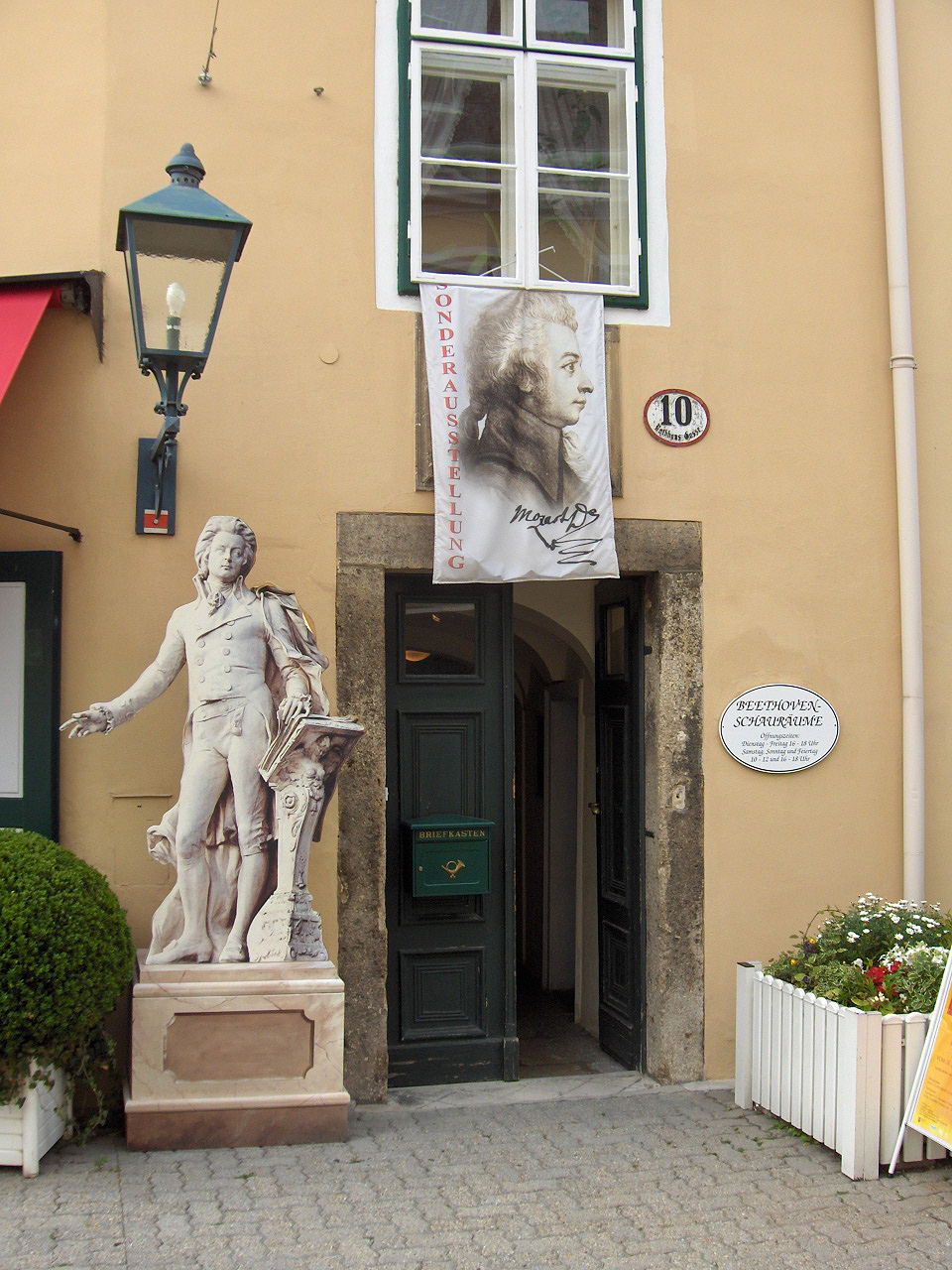
Beethovenhuset.
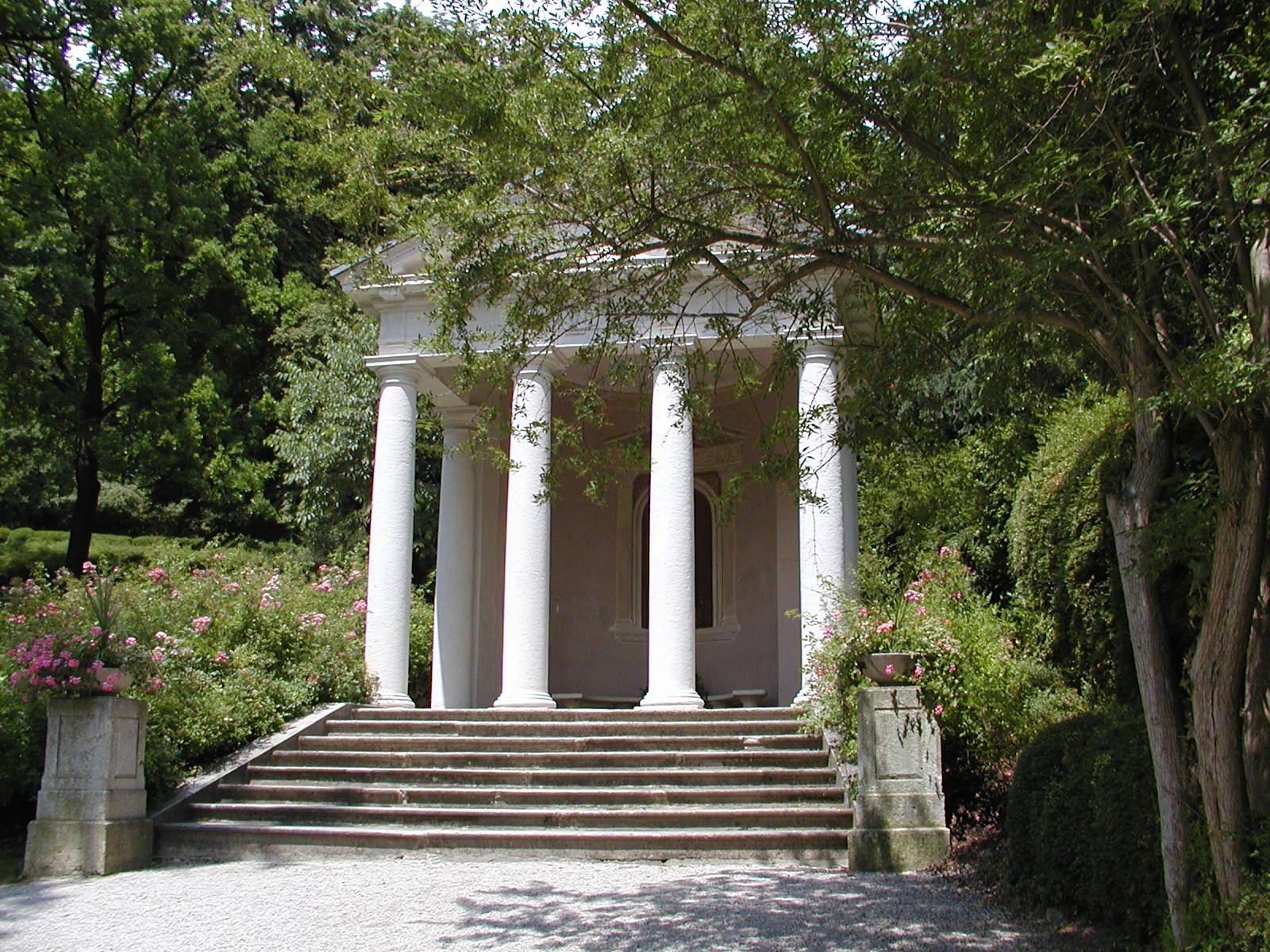
Mozarttempel i kurparken.
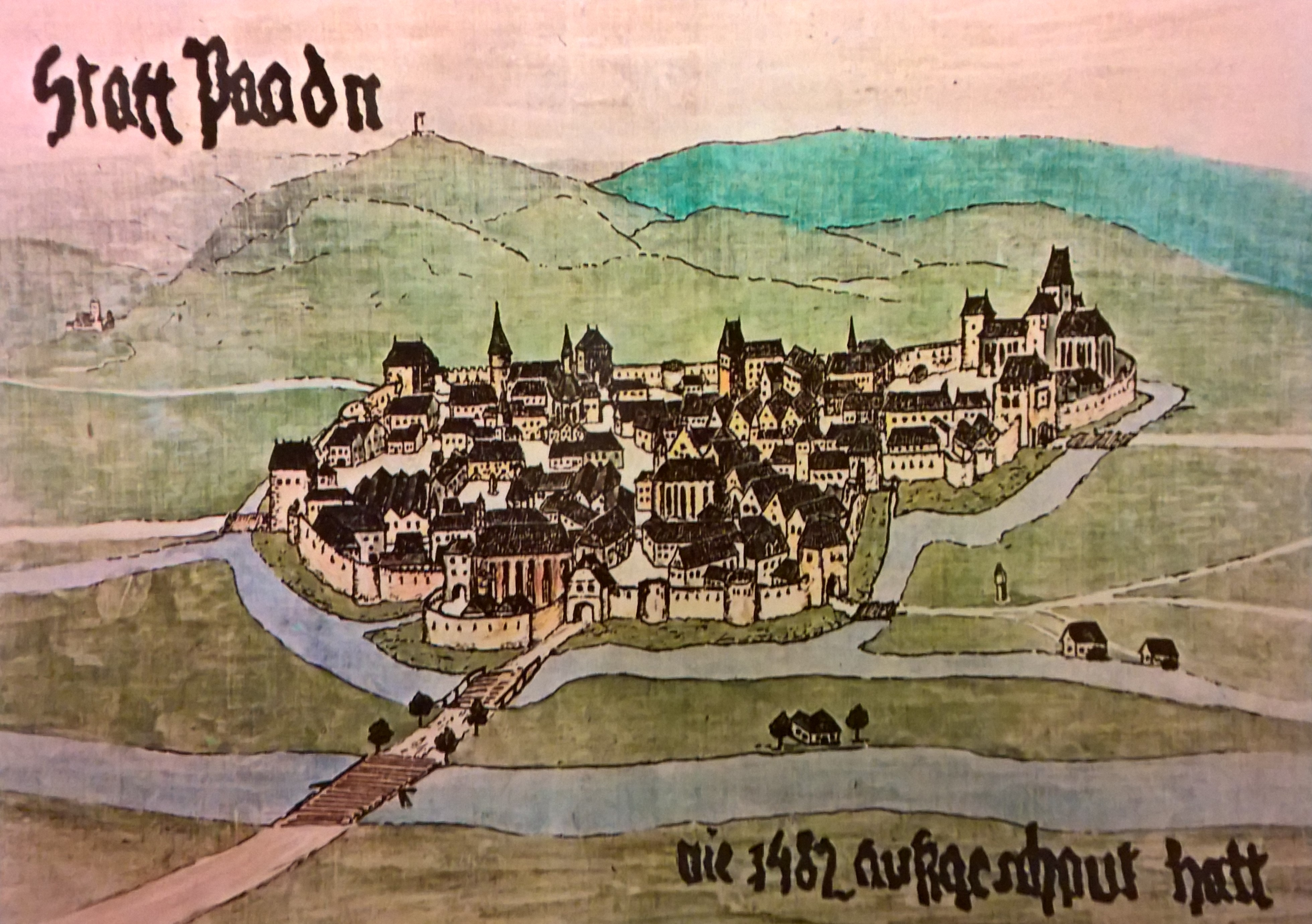
Samtida illustration av Baden från 1482.